# Batrisodes ferulifer
Batrisodes ferulifer är en skalbaggsart som beskrevs av Park 1960. Batrisodes ferulifer ingår i släktet Batrisodes och familjen kortvingar. Inga underarter finns listade i Catalogue of Life.